# Macrobiotus peterseni
Macrobiotus peterseni är en djurart som tillhör fylumet trögkrypare, och som beskrevs av Walter Maucci 1991. Macrobiotus peterseni ingår i släktet Macrobiotus och familjen Macrobiotidae. Inga underarter finns listade i Catalogue of Life.